# Mary Colton
Mary Colton, född 1822, död 1898, var en australisk feminist. Hon var drivande i kampanjen för kvinnlig rösträtt i delstaten South Australia i Australien.